# Хенсон, Джим
Джим Хенсон (англ. Jim Henson; 24 сентября 1936, Гринвилл, штат Миссисипи — 16 мая 1990, Нью-Йорк) — американский кукольник, актёр, режиссёр, сценарист, продюсер. Создатель телепрограммы «Маппет-шоу».

## Биография
Джим Хенсон был вторым из шести детей в семье Пола и Элизабет Марселлы Хенсонов. Раннее детство он провёл в городке Лиланд (Миссисипи), в конце 1940-х годов его семья переехала в Хьятсвилл (Мэриленд) около Вашингтона.
Ещё учась в школе, Хенсон в 1954 году пришёл на местное телевидение, где работал в утренней детской программе. В 1955 году во время учёбы в университете Мэриленда, он был приглашён на кукольное шоу Sam and Friends. Специально для этого шоу, где Хенсон проработал шесть лет, он придумал кукол-маппетов, включая лягушонка Кермита — самого известного маппета. Всю жизнь Кермита озвучивал сам Хенсон. В 1959 году он женился на студентке того же университета Мэриленда Джейн Нибел. За период брака у них родилось пятеро детей: Лиза (род. 1960), Шерил (род. 1962), Брайан (род. 1963), Джон (1965—2014), Хизер (род. 1970); все пятеро так или иначе участвовали в разных проектах отца.
После ухода из шоу Хенсон занялся производством рекламы. В 1963 году они с женой переехали в Нью-Йорк, где основали корпорацию «Маппеты». Когда Джейн на время оставила дело, чтобы ухаживать за детьми, Хенсон нанял сценариста Джерри Джула и кукольника Фрэнка Оза. Дружба и совместная работа Хенсона, Оза и Джула будет продолжаться на протяжении двадцати семи лет. В 1964—1968 годах Хенсон переключился на кино, снимая экспериментальные фильмы. Его короткометражка «Отрезок времени» номинировалась на «Оскар» в 1966 году.
Когда в 1969 году создавалась новая детская образовательная программа «Улица Сезам», туда был приглашён Хенсон. Для этой программы он сделал нескольких персонажей-кукол. Хенсон и Оз озвучивали двух друзей, живших на улице Сезам: соответственно, Эрни и Берта. Постоянным персонажем был и лягушонок Кермит, исполнявший роль репортёра. Успех программы позволил Хенсону бросить рекламу.
Хенсон и его команда пытались расширить свою аудиторию, делая номера не только для детей, но и для взрослых. Они участвовали в первых выпусках юмористического шоу «Субботним вечером в прямом эфире» — с октября 1975 по январь 1976.
Решив сделать собственное шоу, Хенсон снял два пилотных выпуска: в 1974 году — The Muppets Valentine Show с актрисой Миа Фэрроу в качестве приглашённой звезды, а в 1975 — «Шоу Маппетов: Секс и насилие» (Muppet Show: Sex and Violence). Наконец, 27 сентября 1976 года на британском канале Associated TeleVision начала выходить собственная программа Хенсона «Маппет-шоу». В «Маппет-шоу» куклы Хенсона стали актёрами музыкального театра, режиссёром и конферансье выступал Кермит. В программе участвовали как старые маппеты, появлявшиеся в других программах (Кермит, пианист пёс Рольф, трюкач Гонзо), так и новые (актриса мисс Пигги, комик медвежонок Фоззи). Многих персонажей озвучивали Хенсон и Оз. Программа удостаивалась премий BAFTA TV и «Эмми», а в 1978 году журнал «Тайм» назвал «Маппет-шоу» «самой популярной развлекательной программой, производимой на земле в настоящее время».
Джима Хенсона приглашали озвучить мастера Йоду в фильме «Звёздные войны. Эпизод V. Империя наносит ответный удар», однако он отказался и убедил Джорджа Лукаса, что Фрэнк Оз лучше исполнит эту роль.
Три года спустя после начала «Маппет-шоу» куклы Хенсона появились в полнометражном фильме «Маппеты», в котором Хенсон, помимо участия в озвучке главных героев, исполнил функции продюсера. В 1981 году Хенсон поставил второй полнометражный фильм: «Большое кукольное путешествие». В том же году «Маппет-шоу» было закрыто, так как Хенсон решил целиком сосредоточиться на съёмках кинофильмов.
Вместе с Озом Хенсон в 1982 году поставил полнометражный фильм, не связанный с маппетами. Это был фильм «Тёмный кристалл» в жанре фэнтези, в котором совмещались куклы и натурные съёмки. В 1983 году Хенсон создал программу «Скала Фрэгглов», где действуют куклы-маппеты, но совершенно иные, нежели в «Маппет-шоу». Через год вышел очередной фильм о Кермите и его друзьях: «Маппеты завоёвывают Манхэттен». Его поставил Оз, а Хенсон был актёром озвучивания и исполнительным продюсером. В 1984 году вышла первая серия детского мультсериала «Куколки-малышки», где Кермит, Гонзо, Пигги и другие предстают малышами.
В том же году Хенсон побывал в Москве, где снял фильм о Сергее Образцове. Знаменитого советского кукольника он называл своим учителем и отцом международного кукольного театра. Хенсон также представил старшему кукловоду четыре куклы, чтобы добавить в Кукольный музей Московского театра Образцова: Фрэггла, Скекси, Бьюгарда и лягушонка Робина. "Они счастливы быть в такой восхитительной компании, — сказал Хенсон, и вспомнил, что, когда он начал, все, что он знал о кукольном театре, он почерпнул из книг, и Образцов был первым, кого он прочитал. Образцов в шутку упомянул Хенсона как «своего сына» в традициях кукольного театра.
Второй фэнтези-фильм Хенсона «Лабиринт», в котором играли как живые актёры, так и куклы, вышел в 1986 году. Главные роли исполнили Дженнифер Коннелли и певец Дэвид Боуи, сценарий написал участник комической труппы «Монти Пайтон» Терри Джонс, а исполнительным продюсером стал Джордж Лукас.
На протяжении нескольких недель 1988 года выходила программа Хенсона «Сказочник», в которой люди и куклы разыгрывали сюжеты европейских сказок. В 1989 году так же недолго просуществовала и программа The Jim Henson Hour, которая тоже была скоро закрыта.
15 мая 1990 года Хенсон попал в госпиталь Нью-Йорка с симптомами пневмонии. На следующий день он умер. Терри Гиллиам в своей книге «Гиллиамески. Предпосмертные мемуары» пишет, что Хенсон, будучи приверженцем «Свидетелей Иеговы», отказывался лечь в больницу вовремя из-за запрета его веры.

## Память о Джиме Хенсоне
Фильм «Черепашки-ниндзя II: Тайна изумрудного зелья» (1991) был посвящён памяти Джима Хенсона.
В 2004 году во Франции был выпущен посвящённый памяти Джима Хенсона компьютерный чёрно-белый мультфильм «Овертайм» (авторы — Ури Атлан, Тибо Берлан, Демьен Фэрие), героями которого являются сам Хенсон и его куклы.

## Мультипликация
- 1992—1994 — Город собак / Dog city (режиссер, сценарист, продюсер)

## Избранные телепрограммы
- 1955—1961 — Sam and Friends (режиссёр, сценарист, актёр)
- 1969—1990 — Улица Сезам / Sesame Street (режиссёр, сценарист, актёр)
- 1975 — Субботним вечером в прямом эфире / Saturday Night Live (актёр)
- 1976—1981 — Маппет-шоу / The Muppet Show (сценарист, актёр, продюсер)
- 1983—1987 — Скала Фрэгглов / Fraggle Rock (режиссёр, сценарист, актёр, продюсер)
- 1988 — Сказочник / The Storyteller (режиссёр, сценарист, продюсер)
- 1989 — The Jim Henson Hour (режиссёр)

## Избранная фильмография
- 1965 — Отрезок времени / Time Piece (режиссёр, сценарист, актёр, продюсер)
- 1979 — Маппеты / The Muppet Movie (актёр, продюсер)
- 1981 — Большое кукольное путешествие / The Great Muppet Caper (режиссёр, актёр)
- 1982 — Тёмный кристалл / The Dark Crystal (режиссёр, сценарист, актёр, продюсер)
- 1984 — Маппеты завоёвывают Манхэттен /  The Muppets Take Manhattan (актёр, продюсер)
- 1984 — Куколки-малышки[англ.] / Muppet Babies (сценарист, продюсер)
- 1986 — Лабиринт / Labirinth (режиссёр, сценарист)

## Награды
- 1978 — премия «Эмми» за лучший комедийный или музыкальный сериал («Маппет-шоу»)
- 1978 — приз BAFTA TV за самую оригинальную программу/сериал («Маппет-шоу»)
- 1983 — гран-при на Кинофестивале фантастических фильмов в Авориазе («Тёмный кристалл»)
- 1987 — премия «Эмми» за лучшую детскую программу («Сказочник»)
- 1989 — премия «Эмми» за лучшую режиссуру комедийной или музыкальной программы («The Jim Henson Hour»)
- 1992 — приз BAFTA TV за лучшую детскую программу («Сказочник»)